# 일본 천황과 폭탄 의사
일본 천황과 폭탄 의사는 한국에서 제작된 이용민 감독의 1967년 영화이다. 김진규 등이 주연으로 출연하였고 성동호 등이 제작에 참여하였다.

## 출연

### 주연
- 김진규
- 태현실
- 박노식

## 제작진
- 조명: 양찬종
- 미술: 홍성칠